# Jean-François Gréchi
Pas d'image ? Cliquez ici

a Compétitions nationales et continentales officielles uniquement.

b Matchs officiels uniquement.
Jean-François Grechi, né le 12 avril 1953 à Bamako (Mali), est un joueur de rugby à XIII dans les années 1970 évoluant au poste d'ailier.
Il joue pour le XIII Limouxin dans le Championnat de France. Ses bonnes prestations en club l'amènent à être sélectionné en équipe de France prenant part à la Coupe du monde 1975.

## Palmarès

### Détails en sélection
| 1. | 11 octobre 1975 | Angleterre       | 2-48  | Coupe du monde | Ailier | - | - | - | - |
| 2. | 17 octobre 1975 | Nouvelle-Zélande | 12-12 | Coupe du monde | Ailier | - | - | - | - |
| 3. | 26 octobre 1975 | Australie        | 2-41  | Coupe du monde | Ailier | - | - | - | - |
| 4. | 6 novembre 1975 | Pays de Galles   | 2-23  | Coupe du monde | Ailier | - | - | - | - |